# Noorse keuken
De traditionele Noorse keuken is gebaseerd op de oude Noorse landbouw-, veeteelt-, en visserijcultuur. Doordat het land dunbevolkt is en vrij uitgestrekt, verschillen de keukens per regio sterk. Gemeen hebben ze dat het vooral stevige energierijke gerechten zijn, die het zware werk op het land of de zee mogelijk moesten maken. Ook fastfood is populair in Noorwegen, en exotische ingrediënten en gerechten worden er gebruikelijker.

## Noorse specialiteiten

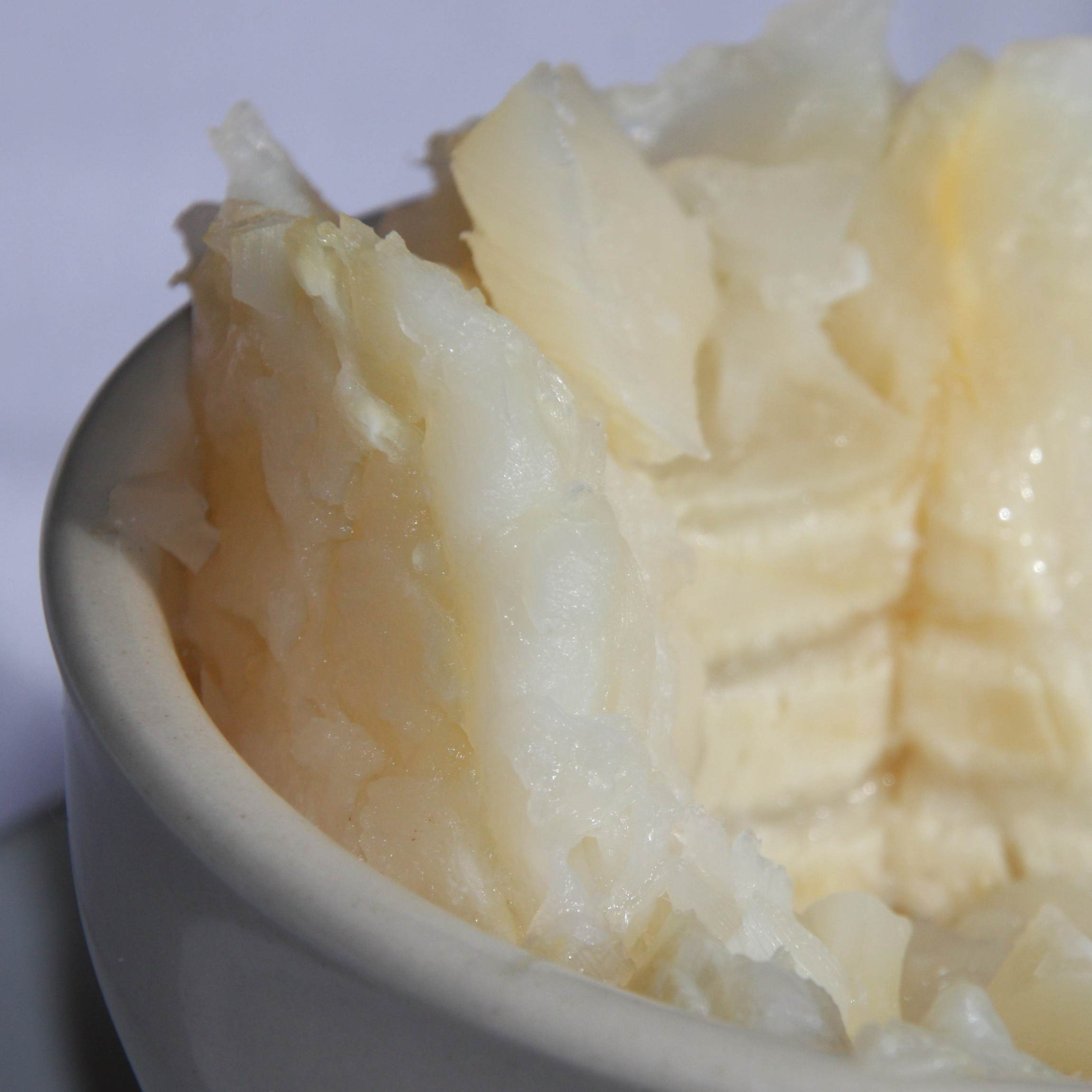
Lutefisk

Typisch Noorse specialiteiten verschillen per regio. De meest in het oog springende zijn:
- Rakfisk is een visgerecht dat bestaat uit gefermenteerde forel. De forel wordt na vangst schoongemaakt, gezouten (traditioneel in een emmer met zout water gezet) en daarna laat men het minimaal 2 maanden, soms wel een jaar vergisten. Daarna wordt de vis zonder verdere bereiding gegeten. Vooral in combinatie met lefse, rode ui en zure room vormt dit een delicatesse. Bereiding dient wel zorgvuldig te gebeuren, voldoende zout en zuur voorkomen de groei van de botulisme-bacterie. Dit gerecht is vooral populair rond Valdres.
- Lutefisk is een visgerecht waarbij vooral kabeljauw (soms ook aal) en heel soms het typisch Noorse klippfisk worden gebruikt. De vis wordt in loog gelegd totdat deze wit-transparant is en daarna diverse malen met water afgespoeld. De vis wordt daarna zonder verdere bereiding gegeten. Vooral aan de Noorse westkust is dit gerecht populair.
- Smalahove is een typisch gerecht van de westkust en bestaat uit een half schaapshoofd. De huid en vacht worden geschroeid en de hersenen verwijderd, voordat het wordt gezouten of gerookt en gedroogd. Bij bereiding wordt het meestal 3 uur gekookt en daarna geserveerd met koolraap en aardappelen. Het oog en het oor worden vaak het eerst gegeten. Dit gerecht is een traditioneel West-Noors gerecht. Vroeger was dit een gerecht voor arme mensen, tegenwoordig is het een delicatesse.
- Pinnekjøtt (letterlijk vertaald: stokvlees) is een gerecht waarbij rib van het schaap of lam worden gestoomd op houten stokken. Het gerecht is afkomstig uit het westen van het land. Traditioneel wordt dit gerecht geserveerd met koolraap, aardappelen en aquavit.

## Vleesgerechten

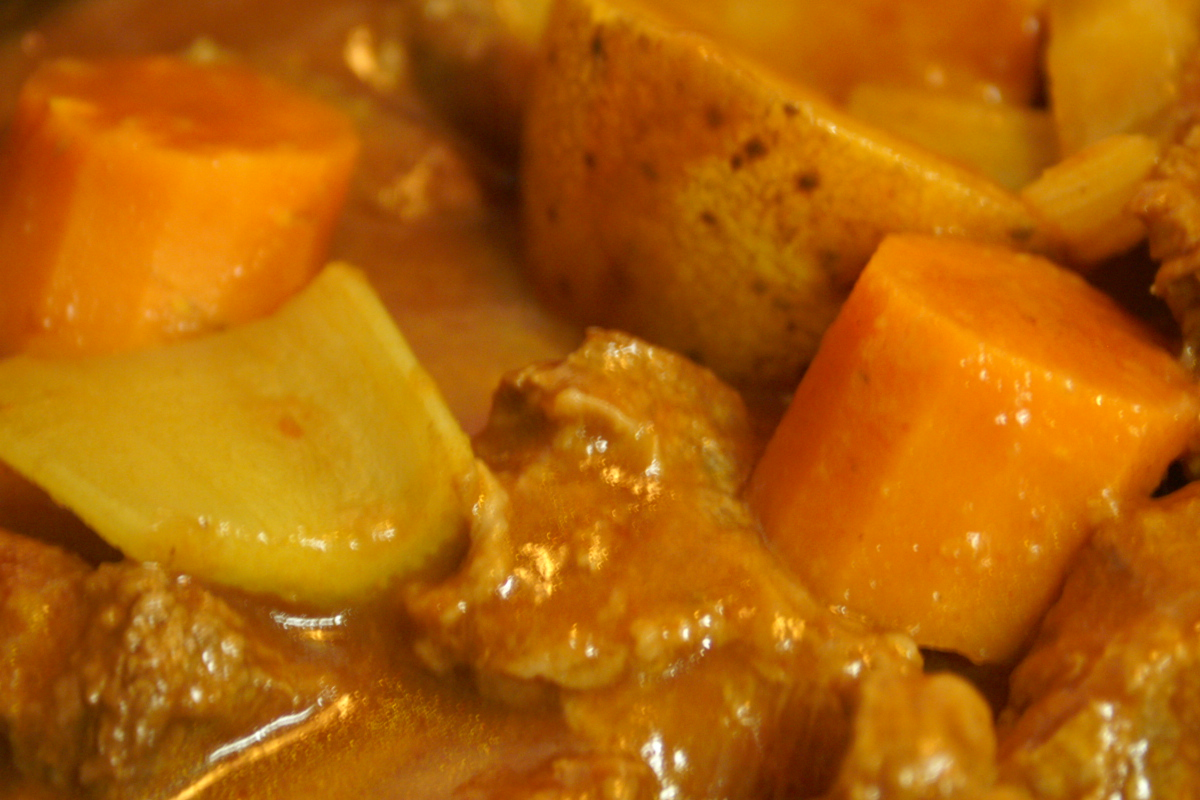
Lapskaus

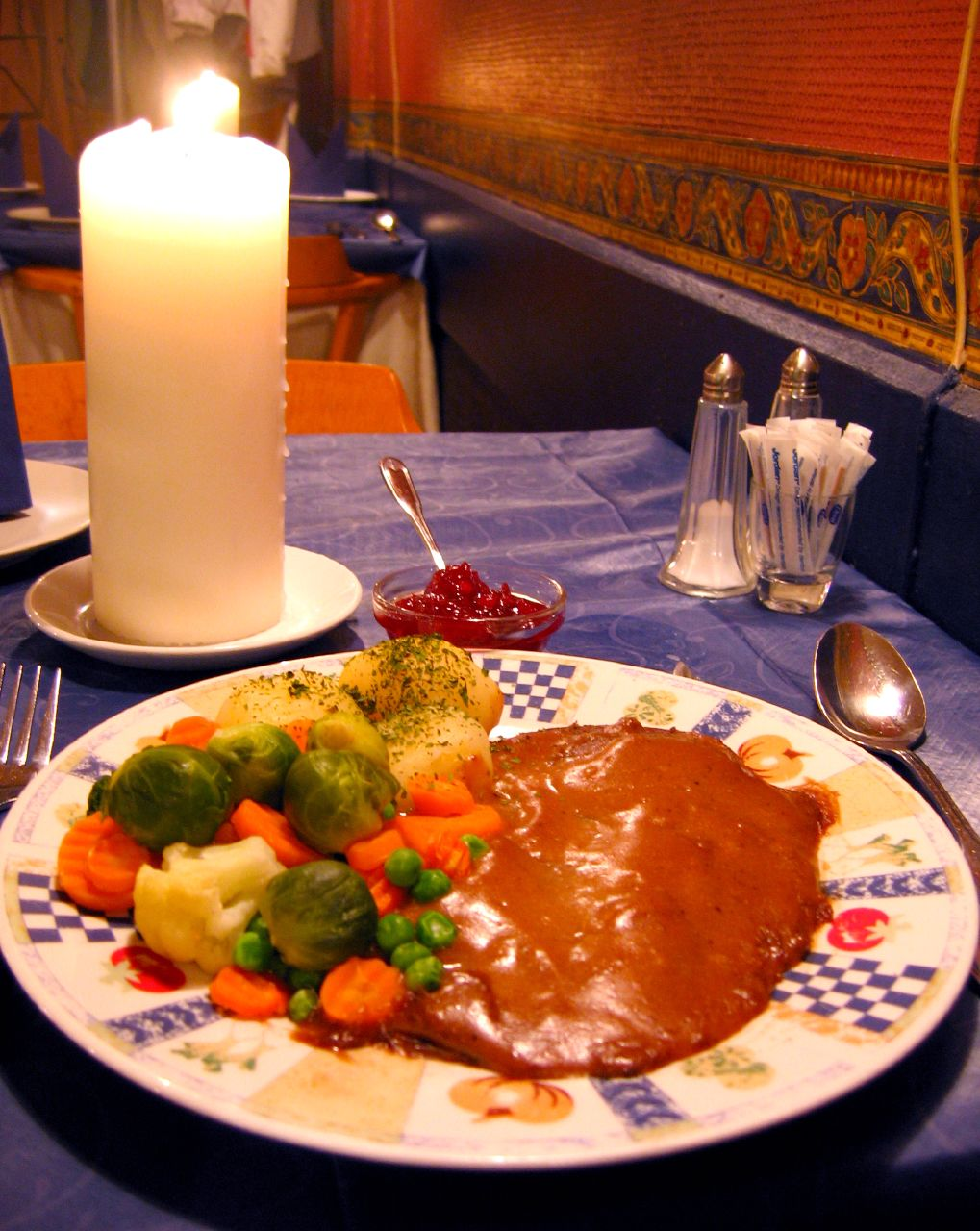
Reinsdyrsteik (rendiervlees)

Enkele andere typisch Noorse gerechten zijn:
- Eland. Elandsteak of -burger is een typisch Noors gerecht. Elandvlees heeft een vrij sterke en uitgesproken wildsmaak. Elandvlees wordt als luxe gezien. Vaak wordt eland geserveerd met jam van jeneverbes of rode bosbes.
- Fårikål is een vrij simpel gerecht waarbij schaapsvlees in een stamppot wordt verwerkt met kool. Men laat het gerecht vaak lang sudderen om zo het vlees extra mals te krijgen. Het is typisch om gekookte aardappelen apart te serveren.
- Hvalkjøtt is walvisvlees. In Noorwegen wordt, in  beperkte mate, nog walvis gegeten. Vroeger was dit een gerecht voor arme mensen, het wordt inmiddels als een delicatesse gezien.
- Kjøttboller zijn Noorse gehaktballetjes. Ze zijn te vergelijken met de Zweedse gehaktballetjes, maar vaak net wat grover.
- Kjøttkaker (letterlijk vertaald: vleescakes) zijn grotere gehaktballen, circa 5-10cm doorsnede, waarin vaak ook ui, zout peper en een bindmiddel zijn verwerkt. Dit wordt traditioneel geserveerd met gekookte aardappelen, groenten en jam van bosbessen.
- Lapskaus is een stamppot met diverse soorten vlees of worst, aardappelen en groenten. Dit gerecht was vroeger vooral een gerecht voor arme mensen. Vaak wordt dit geserveerd met flatbrød.
- Pølser zijn Noorse worsten. Noorwegen heeft, net als Denemarken en Zweden, een grote worstcultuur. Worst op een broodje (hotdog) of in een lompe zijn populaire snacks en in vrijwel iedere kiosk verkrijgbaar. Het aanbod aan worsten is vaak gevarieerd: gekookte worst, gegrilde worst, worst in bacon gewikkeld, worst met kaas, et cetera. Worsten met bijgerechten lenen zich voor een picknick met bijvoorbeeld een wegwerpbarbecue. Ook na afloop van een 'dugnad' of voor kinderfeestjes is een 'pølsefest' als avondeten populair. Ook bij de viering van de Noorse nationale feestdag, 17 mei, zijn pølser, samen met roomijs, hoofdingrediënt van de maaltijd.
- Rendier. Vooral de Sami in Noord-Noorwegen houden grote kuddes rendieren. Zij verkopen het vlees voor consumptie. Vaak wordt het vlees in een steak, burger of als gehakt aangeboden. Net als eland heeft rendier een vrij sterke, uitgesproken wildsmaak. Ook dit vlees wordt traditioneel geserveerd met jam.
- Svinekoteletter zijn koteletten van varkensvlees. Dit gerecht wordt traditioneel geserveerd met groenten en gekookte aardappelen.
- Svinestek is geroosterd varkensvlees. Dit wordt traditioneel geserveerd met een dikke jus, gekookte aardappelen en wat groenten.

## Visgerechten

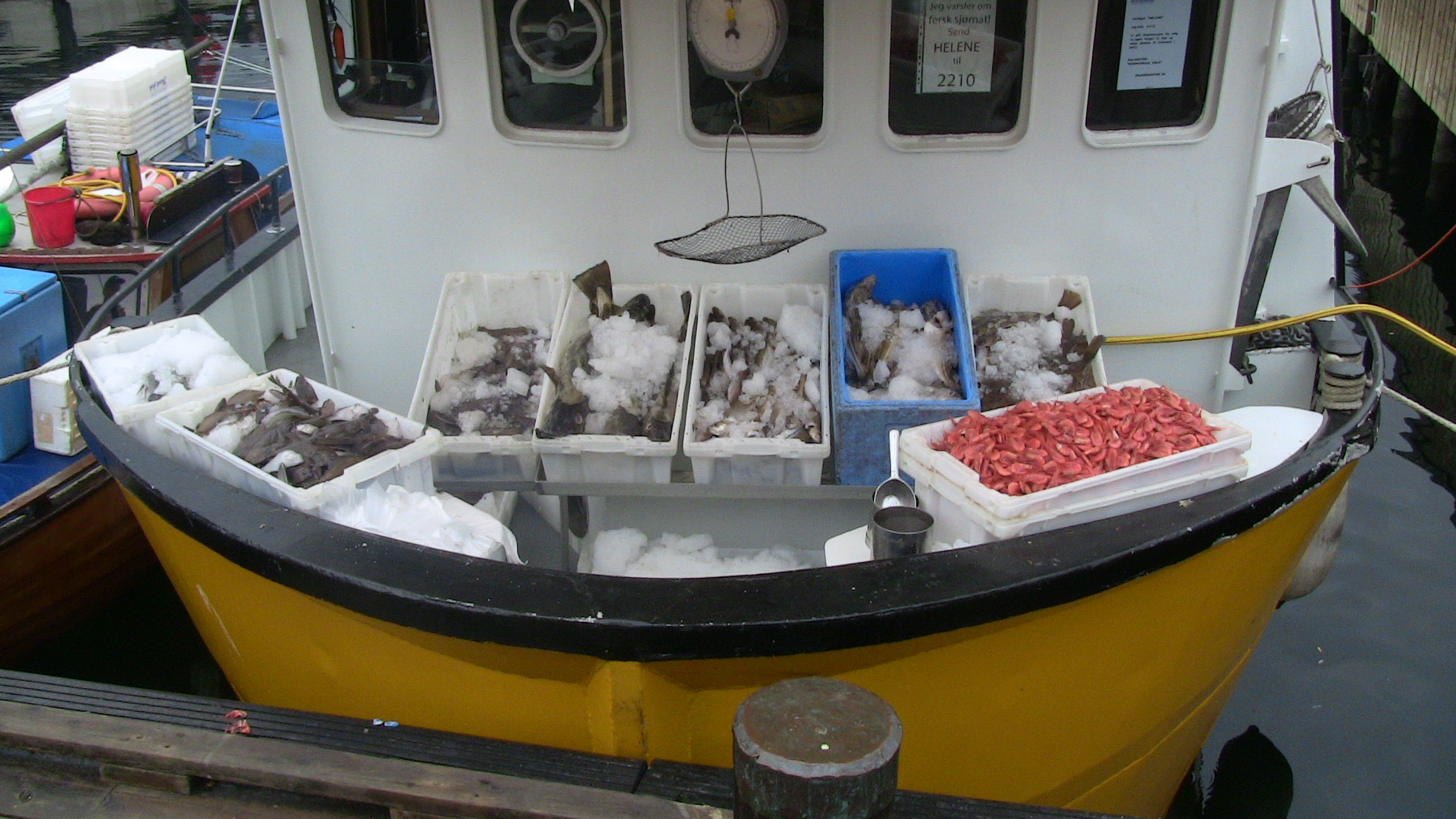
Vismarkt in Oslo. Vis is een belangrijk onderdeel van de Noorse keuken

Vis is in Noorwegen een veel gebruikt ingrediënt. Enkele populaire gerechten zijn:
- Klippfisk is de Noorse variant op stokvis. De bekendste variant komt van Lofoten.
- Stekt fisk betekent letterlijk 'gebakken vis'. Normaliter wordt vis in Noorwegen gebakken gegeten, vaak geserveerd met gekookte aardappelen, groenten en een saus.
- Sursild is de Noorse variant op zure haring.
- Torsk is kabeljauw. Een niet-alledaagse delicatesse is de 'torsktunge', oftewel de tong van de kabeljauw.

## Soepen
De Noorse keuken kent een aantal traditionele soepen, zoals:
- Fiskesuppe is een witte, gebonden soep waarin diverse soorten vis kunnen zijn verwerkt, vrijwel altijd met groenten en aardappelen.
- Sodd is een gebonden soep afkomstig uit Trøndelag. Deze soep bevat vaak gehaktballetjes of vleesblokjes, aardappelen en diverse groenten.

## Broodproducten
Noorwegen heeft een broodcultuur. Brood is overal verkrijgbaar en varieert van 'fint' (witbrood) tot 'ekstra grovt' (donker volkoren). Daarnaast kent Noorwegen ook een aantal broodspecialiteiten, zoals:
- Lefse is een rond, op een pannenkoek lijkend dun brood, gemaakt van aardappel- en tarwemeel.
- Lompe is een rond, op een pannenkoek lijkend brood dat gemaakt wordt van tarwemeel en doorgekookte aardappelen. Lomper worden vaak gegeten in combinatie met worst.
- flatbrød is een knapperig, flinterdun Noors brood gemaakt van tarwemeel. Het wordt vooral geserveerd bij bijvoorbeeld lapskaus en sodd. Een traditioneel Noors flatbrød heeft een diameter van ongeveer 60 cm. Echter, in de winkels verkoopt men vaak veel kleinere formaten.

## Zuivel
Een van de kenmerkende Noorse producten is 'brunost', oftewel bruine kaas. Deze kaas, traditioneel afkomstig uit Gudbrandsdal, wordt gemaakt van wei en kent een typische, ietwat zoetige smaak. De kaas is vernoemd naar zijn bruine kleur.

## Fastfood
In Noorwegen is fastfood populair. De meeste steden en dorpen hebben een 'kro' (keuken) waar men vooral burgers, pizza's en kebab kan kopen. Burgers worden in diverse maten geserveerd, van ongeveer 100 gram tot 999 gram. Pizza's hebben vaak een Amerikaanse bodem en worden het meest verkocht als familiepizza (50 – 60 cm doorsnee). Noorwegen kent twee grote pizzaketens, namelijk Peppe's Pizza en Dolly Dimples. Er zijn behalve McDonald's en Burger King geen eigen fastfoodketens voor burgers of kebabs. Typisch aan de Noorse kebab is dat deze vaak met een grote hoeveelheid maïs wordt geserveerd.
Een meer traditioneel Noors fastfoodgerecht is 'biffsnadder', wat bestaat uit gebakken reepjes bief met paprika en bearnaisesaus, vaak met frieten geserveerd.
Ook langs de kant van de (snel)weg vindt men wegrestaurants, die 'kro' of 'gatekjøkken' worden genoemd, waar men terechtkan voor een eenvoudige maaltijd (vlees, groenten, aardappelen) of fastfood.

## Kerstdiner

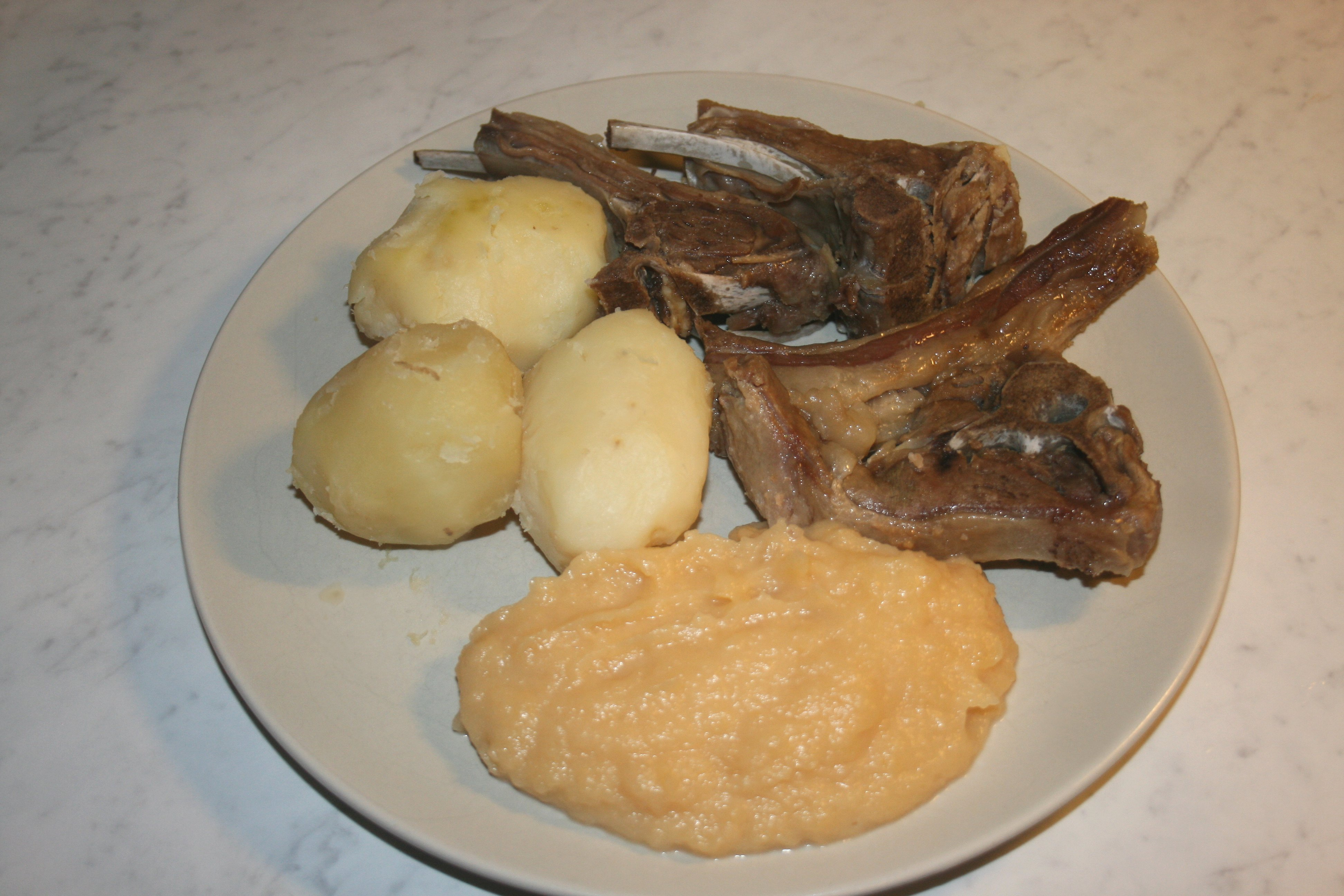
Pinnekjøtt met koolraappuree en aardappels

Het kerstdiner is, traditioneel gezien, het hoogtepunt in het Noorse culinaire leven. Bij het kerstdiner worden vaak traditionele gerechten bereid. Welke gerechten dit zijn hangt vaak van de familietraditie af. Enkele traditionele voorbeelden van kerstgerechten zijn:
- Ribbe, medisterkake & medisterpølse. Dit gerecht bestaat uit drie verschillende soorten vlees:
  - Ribbe, een in de oven gebakken deel van de ribbenkast van een varken. De ribbe wordt gezouten, gepeperd en enkele uren in de oven gebakken, totdat erboven op een knapperige korst is ontstaan.
  - Medisterkake is hetzelfde als kjøttkake, maar dan gemaakt van varkensvlees in plaats van rundvlees.
  - Medisterpølse is een speciaal soort worst die alleen rond de kerstdagen verkrijgbaar is. Ook deze is gemaakt van varkensvlees.

Dit gerecht wordt traditioneel geserveerd met zuurkool, gekookte aardappelen en een dikke, jusachtige saus.
- Pinnekjøtt. Dit gerecht wint vooral de laatste jaren aan populariteit als kerstdiner
- Lutefisk. Dit is vooral in het westen van het land een populair kerstgerecht.
- Pizza Grandiosa, Noorwegens populairste diepvriespizza, is ook rond de kerstdagen bij diverse mensen de eerste keus.

Soevereine staten: Albanië · Andorra · België · Bosnië en Herzegovina · Verenigd Koninkrijk (Engeland - Schotland) · Bulgarije · Denemarken · Duitsland · Estland · Finland · Frankrijk · Griekenland · Hongarije · IJsland · Ierland · Italië · Kosovo · Kroatië · Letland · Liechtenstein · Litouwen · Luxemburg · Malta · Moldavië · Monaco · Montenegro · Nederland · Noord-Macedonië · Noorwegen · Oekraïne · Oostenrijk · Polen · Portugal · Roemenië · Rusland · San Marino · Servië · Slovenië · Slowakije · Spanje · Tsjechië · Vaticaanstad · Wit-Rusland · Zweden · Zwitserland 

Afhankelijke territoria: Åland · Faeröer · Gibraltar · Guernsey · Jersey · Man · Spitsbergen